# Republica Autonomă Sovietică Socialistă Careliană
Republica Autonomă Sovietică Socialistă Careliană  (în rusă Каре́льская Автоно́мная Сове́тская Социалисти́ческая Респу́блика, în finlandeză Karjalan autonominen sosialistinen neuvostotasavalta), pe scurt RASS Careliană (în rusă Каре́льская АССР, în finlandeză Karjalan ASNT), numită uneori Carelia Sovietică sau doar Carelia, a fost o republică autonomă din cadrul RSFS Ruse, Uniunea Sovietică, cu capitala la Petrozavodsk.

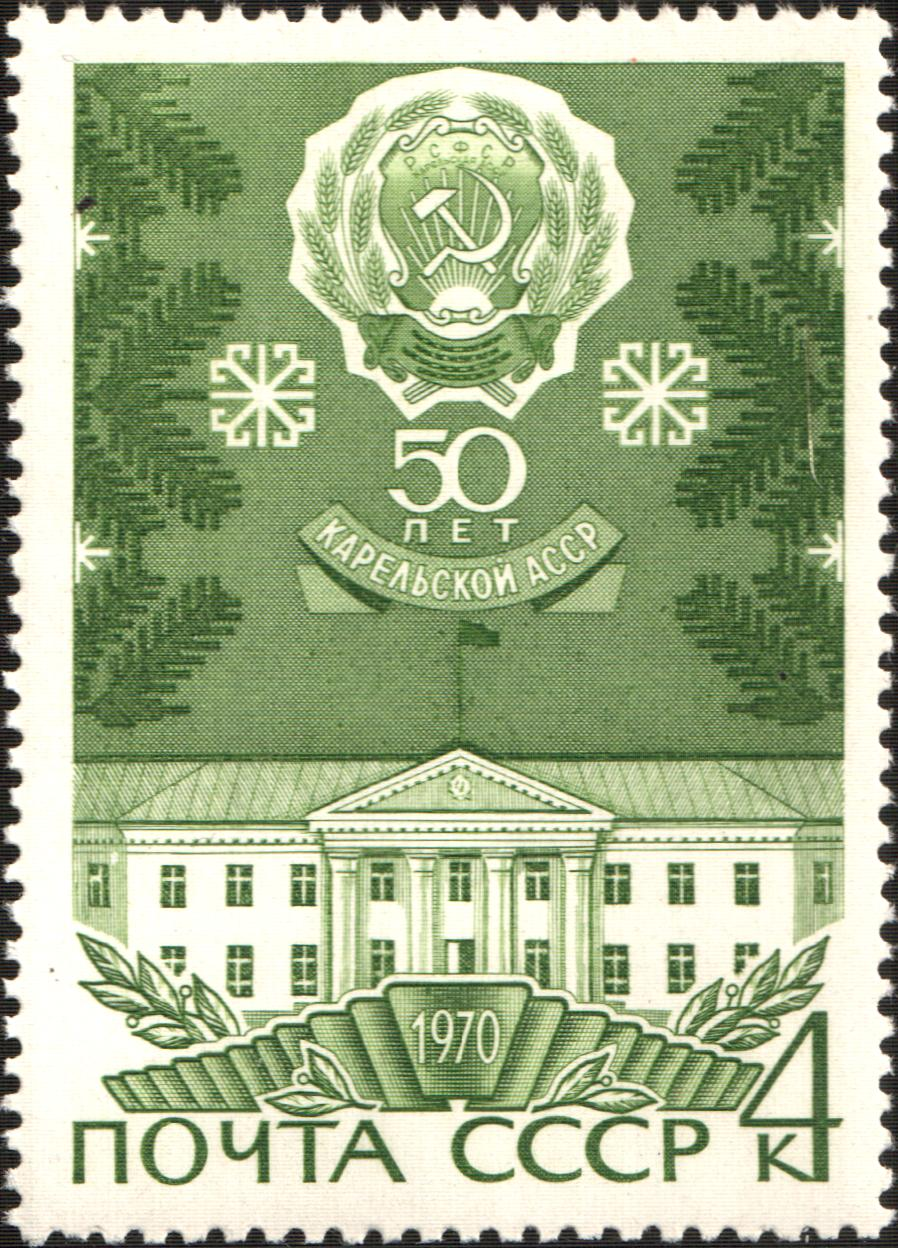
Timbru al poștei sovietice „50 de ani ai RASS Careliană” (1970)

RASS Careliană a fost formată pe baza Comunei Muncii Careliene ca parte a RSFS Ruse prin decretul prezidiului Comitetului Central Executiv din 27 iunie 1923 și prin decretul CCE și al Sovietului Comisarilor Poporului din 25 iulie 1923 from the. În 1927, republica autonomă a fost împărțită în raioane, care au înlocuit volostele.
Din în 1940 până în 1956, teritoriul finlandez ocupat de sovietici (unde a fost proclamat pentru o scurtă perioadă de timp un stat marionetă – Republica Democrată Finlandeză) a fost unit cu mai vechea Republică Autonomă Careliană și a format Republica Socialistă Sovietică Carelo-Finică, care a avut statutul de republică unională în structura federală a Uniunii Sovietice. În această republică însă, doar un număr mic de cetățeni erau de etnie careliană sau finlandeză (carelienii reprezentau doar 23% și finlandezii 2% din populație, în conformitate cu rezultatele recensământului din 1939, pentru, ca în 1959, carelienii să fie doar 13%, iar finlandezii 4% din populație.. Unii istorici au considerat că această creștere a ponderii populației finlandeze a fost cel mai probabil un „mijloc convenabil pentru ușurarea unei posibile încorporări a unui teritoriu finlandez suplimentar” (or all of Finland) ori „cel puțin o modalitate de menținere continuă a Finlandei sub presiune”.
Pe 16 iulie 1956, republica a fost retrogradată de la statutul de republică unională la cel de republică autonomă și a revenit în componența RSFS Ruse. Începând cu 9 august 1990, RASS Careliană și-a proclamat suveranitatea de stat și a fost redenumită Republica Sovietică Socialistă Careliană (rusă Каре́льская Сове́тская Социалисти́ческая Респу́блика; finlandeză Karjalan sosialistinen neuvostotasavalta). RSS Careliană a fost redenumită Republica Carelia pe 13 noiembrie 1991 și este în prezent un subiect federal al Rusiei.